# Vitória FC (ES)
Der Vitória Futebol Clube, in der Regel nur kurz Vitória FC, Vitória  oder Vitória-ES genannt, ist ein Fußballverein aus Vitória im brasilianischen Bundesstaat Espírito Santo.
Aktuell spielt der Verein in der Staatsmeisterschaft von Espírito Santo.

## Erfolge
- Staatsmeisterschaft von Espírito Santo (9×): 1932, 1933, 1943, 1950, 1952, 1956, 1976, 2006, 2019
- Staatsmeisterschaft von Espírito Santo – 2nd Division: 2009, 2016
- Campeonato da Cidade de Vitória: 1920
- Staatspokal von Espírito Santo (5×): 2009, 2010, 2018, 2022, 2025
- Korea Cup: 1979

## Stadion

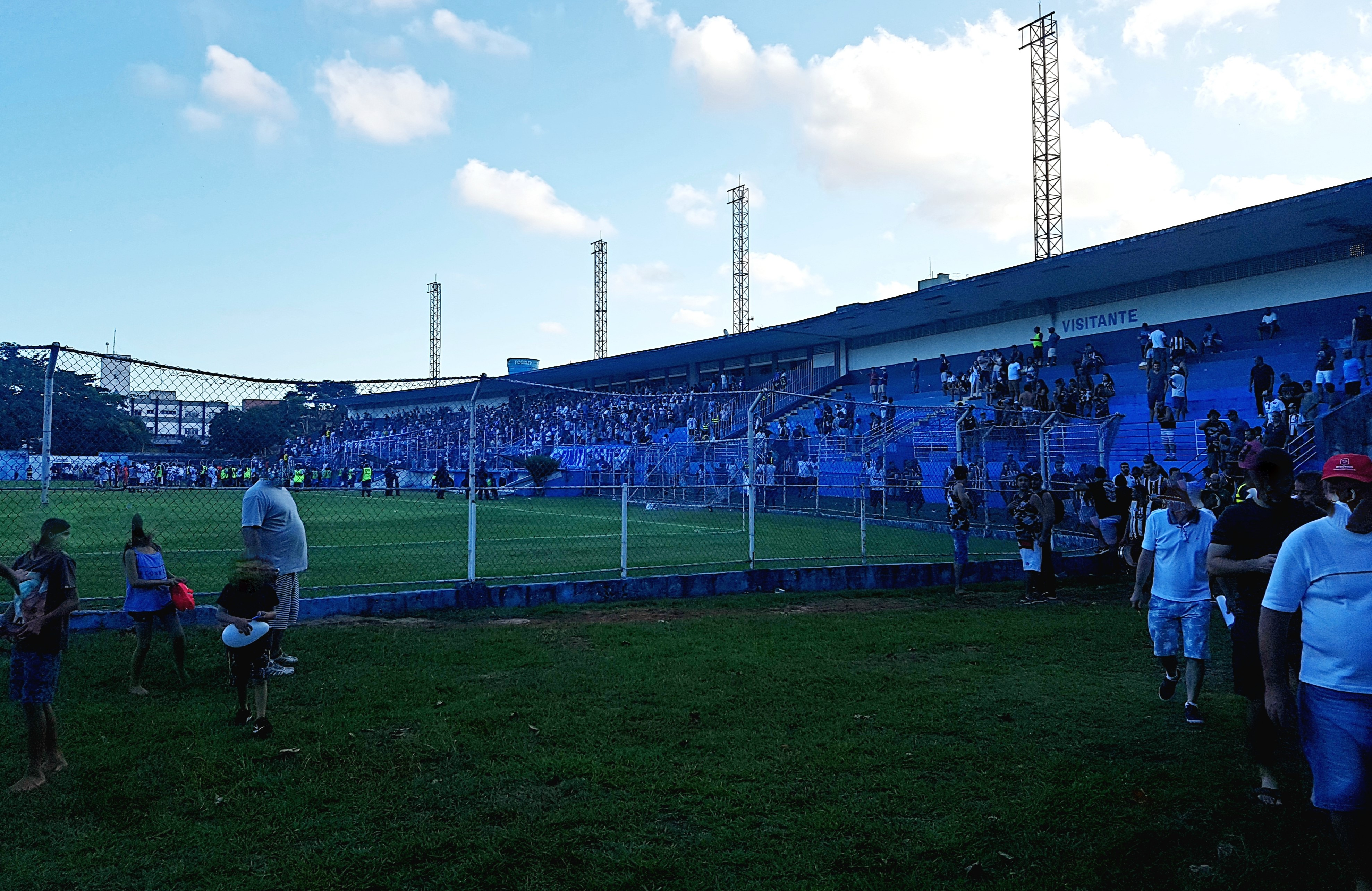
Estádio Salvador Venâncio da Costa

Der Verein trägt seine Heimspiele im Estádio Salvador Venâncio da Costa, auch unter dem Namen Ninho da Águia bekannt, in Vitória aus. Das Stadion hat ein Fassungsvermögen von 3000 Personen.

## Trainerchronik
Stand: 25. Juli 2021
| Trainer          | Nation    | von            | bis             |
| ---------------- | --------- | -------------- | --------------- |
| Claudio Silveira | Brasilien | 1. Januar 2019 | 7. Februar 2019 |
| Valdir Bigode    | Brasilien | 13. April 2019 | 9. Juli 2019    |
| Cláudio Roberto  | Brasilien |                |                 |